# Praxedis Guerrero, Tamaulipas
Praxedis Guerrero är en ort i Mexiko.   Den ligger i kommunen Ocampo och delstaten Tamaulipas, i den centrala delen av landet, 400 km norr om huvudstaden Mexico City. Praxedis Guerrero ligger 455 meter över havet och antalet invånare är 117.
Terrängen runt Praxedis Guerrero är varierad. Runt Praxedis Guerrero är det glesbefolkat, med 9 invånare per kvadratkilometer. Närmaste större samhälle är Ocampo, 16,7 km öster om Praxedis Guerrero. I omgivningarna runt Praxedis Guerrero växer huvudsakligen savannskog.